# Cumbia Electrónica
Cumbia Electrónica, auch Cumbia Digital oder Electro Cumbia, ist eine Stilrichtung der Elektronischen Tanzmusik, die auf dem Rhythmus des kolumbianischen Tanzmusikstils Cumbia basiert. Die Stilfusion entwickelte sich ab etwa 1995 in Lateinamerika, insbesondere in Mexiko, Argentinien und Chile.

## Stilistische Merkmale
Fundament der Cumbia Electrónica ist der Cumbia-Grundrhythmus, der von einem Drumcomputer oder Drumsamples gespielt wird. Dieser besteht aus einem 4/4-Takt in etwa 80 bis 100 bpm, in dem jeweils die Viertelnoten von einer Bassdrum (Große Trommel) betont wird und auf den unbetonten Achtelnoten dazwischen jeweils ein Conga-Schlag folgt. Begleitet wird er von Maracas und anderen Percussion-Instrumenten. Außerhalb dieses Grundrhythmus gibt es kaum gemeinsame stilistische Merkmale, vielmehr verbinden die Musiker den Grundrhythmus mit zahlreichen unterschiedlichen Einflüssen aus Pop und Elektronischer Musik.

## Geschichte
Ab Beginn der 1990er Jahre wurden in der Cumbia im Zuge der aufkommenden Tecno Cumbia (z. B. Selena) elektronische Musikinstrumente und Gitarren benutzt, ansonsten war dieser Stil aber noch traditionell instrumentiert und folgte keiner elektronischen Produktionsweise. In der zweiten Hälfte des Jahrzehnts kam es zu ersten komplett elektronischen Interpretationen dieser Tanzmusik. Einige der ersten erfolgreichen Veröffentlichungen waren Gonzalo Martínez y sus congas pensantes, ein vom chilenischen Rockmusiker Jorge González in Zusammenarbeit mit verschiedenen Techno-Musikern, darunter Uwe Schmidt (damals unter den Künstlernamen Atom Heart und Señor Coconut aktiv) erstelltes Album, sowie einige Songs des Mexikaners Celso Piña. 1996 wurde vom Niederländer Dick el Demasiado, der sich zu dieser Zeit in Honduras aufhielt, eine Festival-Reihe namens Festicumex initiiert, die sich der experimentellen Ausprägungen der Cumbia widmete. In den Folgejahren konnten sich sowohl in Mexiko als auch in Argentinien und Chile weitere vereinzelte Vertreter der elektronischen Cumbia etablieren.
Ab 2003 entstand ein neuer Schwerpunkt der Szene in der argentinischen Hauptstadt Buenos Aires, als die Festicumex-Reihe dort wieder aufgenommen wurde. 2006 begründete der Mashup-DJ Villa Diamante die Veranstaltungsreihe Zizek, die Cumbia-Electrónica-Musikern ein Forum bot und sich schnell zu einem Publikumsmagneten entwickelte. Im Fahrwasser dieser Veranstaltungsreihe wurden DJs und Produzenten wie El Remolón, Daleduro und Marcelo Fabián sowie die Bands Frikstailers und Fauna bekannt. Diese vermischten die Cumbia mit Stilen wie Minimal Techno, Funk, Hip-Hop, Dubstep und Drum ’n’ Bass.